# 幸堂得知
幸堂 得知（こうどう とくち、本名:高橋利平、天保14年（1843年）1月 - 大正2年（1913年）3月22日）は、明治時代の文人。黄表紙の流れを汲む軽妙な滑稽味が持ち味の作家。「江戸通人の風格」を持つ演劇通で、多くの劇評を新聞紙上などで発表した。饗庭篁村らと親しく、根岸派の1人と目された。

## 生涯
- 1843年（天保14年）、江戸下谷車坂町（現在の上野駅付近）に生まれる。父は青物商鹿嶋屋の高橋彌平で、高橋夢叟として『上野公園沿革史』の著者でもある。
- 1869年（明治2年）、三井両替店（のちの三井銀行）に入社。
- 1870年、上司の鈴木利平の養子となる。
- 1878年以降、時折、文章を読売新聞紙上で発表するようになる。
- 1888年、三井銀行を退職。
- 1889年以降、本格的に文筆で身を立てるようになる。
- 1891年、東京朝日新聞に入社。
- 1892年より「歌舞伎新報」編集に携わる。
- 1913年（大正2年）、死去。墓所は谷中の金嶺寺にあったが、無縁仏となったため合葬されている。

## 註
1. ↑  越塚和夫編の年譜